# Nello Greco
Sebastiano Greco, detto Nello (Catania, 11 febbraio 1953), è un ex pallavolista italiano.

## Biografia
Il padre era Emilio Greco, ex ala del Catania e del Messina; anche il fratello Antonio ha giocato a pallavolo.
Cresciuto nei vivai delle squadre pallavolistiche catanesi, la pulce dell'Etna, questo era il suo nomignolo, giocò 15 campionati di massima serie, fra A1 e A2, e vinse una medaglia d'argento al Campionato mondiale 1978 disputatosi in Italia.
Dal 2017 è dirigente della società femminile Kondor Volley Catania.